# カモン・ピープル
カモン・ピープル（原題：C'mon People）は、1993年にポール・マッカートニーが発表した楽曲およびシングル。
アルバム「オフ・ザ・グラウンド」のラストトラック。プロデューサーはジョージ・マーティン。

## 概要
アルバム「オフ・ザ・グラウンド」からの第2弾シングルとして発売された曲である。
ポールには珍しく政治色が強い楽曲に仕上がっており、ポールもインタビューで、「たくさんの人が１つになって、世界を変えるためにはどうすればいいか政治家に問う、こういう動きが事の始まりだと思う。そうやって、物事を変えることができるんだ。」と語っている。
ポールがジャマイカで休暇を取っている際に歌詞を書いたが、友人である詩人のアドリアン・ミッチェルに歌詞のアドバイスを貰い、一部の歌詞を変更している。
プロデューサーはビートルズ時代にプロデュースを担当し、ポールとの共演は久々となるジョージ・マーティンが担当している。
この曲のレコーディング中、録音機材の調子がおかしくなったため、最初のテイクを使用し、そこにジョージのオーケストラを加えている。
アルバムでは、この曲の後に、「コスミカリー・コンシャス」という曲の断片が、シークレットトラックとして収録されている。

## 演奏
- ポール・マッカートニー ボーカル,バッキング・ボーカル,ピアノ,エレキギター,チェレスタ,口笛
- リンダ・マッカートニー モーグ・シンセサイザー
- ヘイミッシュ・スチュワート バッキング・ボーカル,ベースギター
- ロビー・マッキントッシュ エレキギター,アコースティック・ギター
- ポール・ウィックス・ウィッケンズ シンセ・ストリングス,シンセ・オーケストラ,コンガ
- ブレア・カニンガム ドラムス,コンガ
- 演奏者多数 バイオリン,ヴィオラ,チェロ,コントラバス,ハープ,ホーン,オーボエ,フルート,トランペット,パーカッション